# Харијет Тејлор Мил
Харијет Тејлор Мил (енгл. Harriet Taylor Mill; Лондон, 8. октобар 1807 — Авињон, 3. новембар 1858) била је британска филозофкиња, књижевница и борац за женска права. Сав њен писани материјал налази се у књизи Комплетни радови Харијет Тејлор Мил. Позната је такође и по томе што је имала велики утицај на стварање њеног другог супруга Џона Стјуарта Мила британског филозофа и социјалног реформатора.

## Рад
Након упознавања, Харијет и Џон Стјуарт Мил сарађивали су на многим текстовима који су касније објављени под његовим именом.
Мил је био импресиониран радом Харијет и тражио је да прочита сваку његову књигу и да му своје мишљење. Поред сарађивала били су и блиски пријатељи.
Харијет се у међувремену удала, а од 1833. године живела је у одвојеној резиденцији од свог супруга, са ћерком, док је њен супруг Џон Тејлор живео са њихова два сина. Тејлор није имао ништа против пријатељства и сарадње Харијет и Џона Стјуарта Мила.
У наредних неколико година, Харијет Тејлор и Џон Стјуарт Мил разменили су есеје о питањима као што су брак и женска права. Есеји који су сачувани откривају да је Харијет имала доста радикалније ставове од свог колеге Џона Стјуарта Мила.
Харијет је била заинтересована за социјалистичку филозофију, коју је промовисао Роберт Овен у својим књигама као што су Формирање карактера (1813) и Нови поглед на друштво (1814). У њеним есејима, Харијет је посебно критиковала понижавајући ефекат економске зависности жена од мушкараца.
Након смрти њеног супруга, Џона Тејлора, 1849. године, Харијет и Џон Стјуарт Мил сачекали су две године пре него што су се венчали, 1851. године. Предлог за брак који је изнео Мил потврдио је његова залагања за једнакост жена и мушкараца.
Тејлор је за живота написала велики број ејесија, а неколико њих о насиљу у породици, а један од познатијих био је Додељивање права женама из 1851. године.
Осим неколико чланак у часопису Месечно складиште, Харијет је објавила мали део свог рада. Међутим, иако није била потписивана, њен супруг Џон Стјуарт Мил потврдио је Харијет као заједничког аутора већине књига и чланака објављених под његовим именом. Међу гомилом заједничких, написали су и есеј Рани есеји о браку и разводу, који је објављен 1832. године. Писмо које је Џон Стјуарт Мил послао Харијет, један је о доказа њеног учетвовања у његовим делима. Харијет и њен супруг нису били задовољни што се на његовим књигама и чланцима није помињала она, као заједнички аутор.

## Смрт
Харијет Тејлор Мил преминула је у хотелу Европа у Авињону у Француској, 3. новембра 1858. године, након тешке загушености плућа. Њена ћерка Хелен Тејлор која је постала позната феминисткиња, завршила је писање књиге Комплетни радови Харијет Тејлор Мил.